# Alan Virginius
Alan Virginius, né le 3 janvier 2003 à Soisy-sous-Montmorency en France, est un footballeur français qui évolue au poste d'ailier droit/ailier gauche aux BSC Young Boys.

## Biographie

### En club
Né à Soisy-sous-Montmorency en France, Alan Virginius commence le football au Soisy-Andilly-Margency FC avant de passer par l'INF Clairefontaine et l'Entente Sannois Saint-Gratien. Il termine ensuite sa formation avec le FC Sochaux-Montbéliard . Le 6 juillet 2020, il signe son premier contrat professionnel avec Sochaux.
Il joue son premier match en professionnel lors d'une rencontre de Ligue 2 le 19 septembre 2020, contre le Rodez AF. Il entre en jeu à la place de Sofiane Daham et les deux équipes se neutralisent (2-2). Il inscrit son premier but en professionnel le 5 décembre suivant, contre l'AS Nancy (1-1 score final). Avec cette réalisation il devient le plus jeune buteur de la saison en championnat. C'est également un record au sein du FCSM, puisqu'il devient le plus jeune buteur de l'histoire du club en Ligue 2. Le 5 février 2021, il se met en évidence en marquant son premier doublé en Ligue 2, sur la pelouse du FC Chambly, permettant à son équipe de s'imposer quatre buts à un à l'extérieur. Il délivre également une passe décisive ce jour-là.
Lors du mercato d'intersaison 2022, Virginius exprime ses envies d'ailleurs, il répond ainsi favorablement à la proposition de recrutement du LOSC Lille. Le 17 août 2022, Alan est officiellement un dogue. Il signe un contrat de cinq ans, le liant donc au club jusqu'en juin 2027.
Virginius joue son premier match pour le LOSC le 21 août 2022, contre le Paris Saint-Germain, faisant par la même occasion sa première apparition en Ligue 1. Il entre en jeu à la place de Gabriel Gudmundsson lors de ce match perdu par les siens sur le score de sept buts à un.
Il est prêté le 9 janvier 2024 au Clermont Foot 63 jusqu'à la fin de la saison 2023-2024.
An cours du mercato d'été 2024, il est prêté avec option d'achat dans le club suisse du BSC Young Boys,.
Virginius ouvre son compteur but avec les Young Boys le 17 août 2024, lors d'une rencontre de coupe de Suisse face au FC Printse-Nendaz, en coupe de Suisse. Titularisé ce jour-là, il réalise un triplé. Avec ses trois buts il permet à son équipe de l'emporter par dix buts à zéro,.
Le 9 juillet 2025, le BSC Young Boys lève l'option d'achat d'Alan Virginius s'élevant à 2,5 millions d'euros, il paraphe un contrat de quatre saisons, soit jusqu'en 2029.

### En sélection
Avec les moins de 16 ans, il inscrit deux buts en 2019, lors de matchs amicaux contre le Brésil et le Mexique.
Virginius compte une sélection avec les moins de 17 ans, obtenue le 4 décembre 2019 contre l'Italie. Il entre en jeu à la place d'Andy Diouf et son équipe s'incline (0-2 score final).
En août 2021, il est retenu pour la première fois avec les moins de 19 ans. Il inscrit son premier but contre l'Albanie le 10 novembre 2021, et se met en évidence en réalisant deux passes décisives (victoire 4-0 de la France). Il marque à nouveau face à la Macédoine du Nord trois jours plus tard (2-0 pour la France). Ces deux matchs rentrent dans le cadre des éliminatoires du championnat d'Europe des moins de 19 ans 2022.
Il figure dans la sélection française pour la Coupe du monde des moins de 20 ans 2023.

## Statistiques
| Saison                | Club                    | Championnat           | Championnat | Championnat | Championnat | Coupe(s) nationale(s) | Coupe(s) nationale(s) | Coupe(s) nationale(s) | Compétition(s) continentale(s) | Compétition(s) continentale(s) | Compétition(s) continentale(s) | Compétition(s) continentale(s) | Total | Total | Total |
| Saison                | Club                    | Division              | M.          | B.          | P.d.        | M.                    | B.                    | P.d.                  | Comp.                          | M.                             | B.                             | P.d.                           | M.    | B.    | P.d.  |
| 2020-2021             | FC Sochaux-Montbéliard  | Ligue 2               | 15          | 3           | 2           | 1                     | 0                     | 0                     | -                              | -                              | -                              | -                              | 16    | 3     | 2     |
| 2021-2022             | FC Sochaux-Montbéliard  | Ligue 2               | 33          | 5           | 2           | 1                     | 0                     | 0                     | -                              | -                              | -                              | -                              | 34    | 5     | 2     |
| Sous-total            | Sous-total              | Sous-total            | 48          | 8           | 4           | 2                     | 0                     | 0                     | -                              | -                              | -                              | -                              | 50    | 8     | 4     |
| 2022-2023             | LOSC Lille              | Ligue 1               | 15          | 1           | 0           | 3                     | 0                     | 0                     | -                              | -                              | -                              | -                              | 18    | 1     | 0     |
| 2023-2024             | LOSC Lille              | Ligue 1               | 2           | 0           | 0           | 0                     | 0                     | 0                     | C4                             | 3                              | 0                              | 0                              | 5     | 0     | 0     |
| Sous-total            | Sous-total              | Sous-total            | 17          | 1           | 0           | 3                     | 0                     | 0                     | -                              | 3                              | 0                              | 0                              | 23    | 1     | 0     |
| 2023-2024             | Clermont Foot 63 (prêt) | Ligue 1               | 14          | 0           | 3           | 1                     | 0                     | 0                     | -                              | -                              | -                              | -                              | 15    | 0     | 3     |
| 2024-2025             | BSC Young Boys (prêt)   | Super League          | 18          | 2           | 2           | 3                     | 4                     | 0                     | C1                             | 8                              | 1                              | 1                              | 29    | 7     | 3     |
| Sous-total            | Sous-total              | Sous-total            | 32          | 0           | 5           | 4                     | 4                     | 0                     | -                              | 8                              | 1                              | 1                              | 44    | 5     | 6     |
| Total sur la carrière | Total sur la carrière   | Total sur la carrière | 97          | 11          | 9           | 9                     | 4                     | 0                     | -                              | 11                             | 1                              | 1                              | 117   | 16    | 10    |